# Radim Řezník
Radim Řezník (* 20. ledna 1989 Český Těšín) je český profesionální fotbalista, který naposledy hrál na pozici pravého obránce za český klub FC Viktoria Plzeň. Mezi lety 2014 a 2019 odehrál také tři utkání v dresu české reprezentace.

## Klubová kariéra
Svoji fotbalovou kariéru začal v celku FK Těrlicko, odkud v průběhu mládeže zamířil do týmu FC Karviná. V roce 2001 odešel do ostravského Baníku, jehož je odchovanec.

### FC Baník Ostrava
Do prvního mužstva Baníku Ostrava si ho v zimě 2006/07 vytáhl z dorosteneckého týmu trenér Karel Večeřa, pod jeho vedením si následně Řezník vydobyl stálé místo v sestavě. V lize debutoval 11. března 2007 v utkání na hřišti Sigmy Olomouc, v jarní části ligy si poté připsal dalších 9 startů. V následující sezóně 2007/08 byl již členem základní sestavy. Sezonu 2008/09 začal v základní sestavě, hned druhé kolo však neodehrál pro horečku. Následně si způsobil neošetřeným zraněním zánět v koleni. V utkání s Českými Budějovicemi si přetrhl křížový vaz v koleni a zakončil tak hořký podzim. Za Baník odehrál 96 ligových zápasů a vstřelil 2 góly.

### FC Viktoria Plzeň
V poslední srpnový den roku 2011 přestoupil do Viktorie Plzeň, kde uzavřel víceletý kontrakt.

#### Sezóna 2011/12
Ve své první sezóně bojoval s klubem do posledního kola o titul, který nakonec získal FC Slovan Liberec. Plzeň skončila na 3. místě.

#### Sezóna 2012/13
3. května 2013 přispěl svým prvním ligovým gólem v dresu Plzně k vítězství 3:2 nad zachraňujícími se Českými Budějovicemi. Byla to vítězná branka utkání. Sezónu 2012/13 Gambrinus ligy završil ziskem ligového titulu, Plzeň porazila 1. června v posledním 30. kole sestupující FC Hradec Králové 3:0 a udržela si dvoubodový náskok před největším konkurentem Spartou Praha.
V základní skupině B Evropské ligy 2012/13 byla Plzeň přilosována k týmům Atlético Madrid (Španělsko), Hapoel Tel Aviv (Izrael) a Académica de Coimbra (Portugalsko). V prvním utkání Plzně 20. září 2012 na domácí půdě proti portugalskému týmu Académica de Coimbra absolvoval Řezník kompletní počet minut, Plzeň vyhrála 3:1. I v dalším utkání 4. října s Atléticem Madrid nastoupil v základní sestavě, španělský celek zvítězil doma 1:0 gólem v samotném závěru. 25. října cestovala Plzeň do Izraele k utkání proti Hapoelu Tel Aviv a většinu prvního poločasu byla pod tlakem soupeře. Radim Řezník v 55. minutě vracel míč před bránu, kde jej František Rajtoral dopravil hlavou do sítě a vstřelil tak vítězný gól na 2:1. Výsledkem 2:1 střetnutí skončilo, Plzeň si s 6 body upevnila druhou příčku za vedoucím Atléticem Madrid. 8. listopadu 2012 přivítala Plzeň Hapoel Tel Aviv v odvetě na domácím hřišti a vyhrála 4:0, díky tomuto výsledku se posunula s 9 body na čelo tabulky před doposud vedoucí Atlético Madrid (které v souběžném zápase prohrálo v Coimbře 0:2). Izraelský celek hrál navíc od 41. minuty oslaben o jednoho hráče. Řezník asistoval na dva góly, nejprve ve 23. minutě našel centrem před bránu hlavu Daniela Koláře, jenž skóroval na průběžných 1:0 a poté v 84. minutě opět přesně centroval, tentokrát si na jeho pobídku naskočil Marek Bakoš a hlavou poslal míč k tyči brankáře Édela, což byl závěrečný gól střetnutí. 22. listopadu nastoupil v Portugalsku v utkání proti Coimbře (remíza 1:1) a 6. prosince 2012 v Plzni proti Atléticu Madrid (výhra Viktorie Plzeň 1:0). Plzeň si tak se 13 body zajistila konečné 1. místo v tabulce skupiny B o 1 bod před druhým Atléticem. 14. února 2013 v jarní vyřazovací části Evropské ligy 2012/13 nastoupil v šestnáctifinále proti domácímu italskému mužstvu SSC Neapol. Plzeň zvítězila v Neapoli 3:0. Hrál i o týden později v domácí odvetě, kterou Plzeň vyhrála 2:0 a postoupila do osmifinále. V osmifinále odehrál celé domácí utkání proti tureckému celku Fenerbahçe Istanbul, Plzeň poprvé v tomto ročníku Evropské ligy prohrála doma (0:1). 14. března v odvetě v Istanbulu nastoupil rovněž v základní sestavě, Viktoria remizovala 1:1 a vypadla z Evropské ligy.

#### Sezóna 2013/14
V prvním soutěžním zápase nastoupil za Viktorii 12. července 2013 v Superpoháru proti FK Baumit Jablonec (prohra 2:3). V tomto ročníku si zahrál v základní skupině Ligy mistrů, kde se viktoriáni střetli s německým Bayernem Mnichov, anglickým Manchesterem City a ruským CSKA Moskva. S klubem skončil na konci sezony na 2. místě v české lize i českém poháru.

#### Sezóna 2014/15
Díky umístění Plzně na druhé příčce konečné tabulky předchozí sezóny se s Viktorkou představil ve 3. předkole Evropské ligy UEFA 2014/15 proti rumunskému týmu FC Petrolul Ploiești. V první utkání klub uhrál na půdě soupeře nadějnou remizu 1-1. V odvetě Plzeň prohrála 1-4 a z evropských pohárů vypadla. V zimním přípravě před jarní částí sezony si přetrhl křížové vazy v koleni a ve druhé části sezony nenastoupil. V ročníku 2014/15 Synot ligy získal s mužstvem mistrovský titul.

#### Sezóna 2015/16
Před ročníkem 2015/16 prodloužil s Plzní smlouvu do léta 2019. V podzimní části nehrál kvůli zranění, na jaře 2016 nastoupil ke dvěma ligovým utkáním. V ročníku 2015/16 získal tři kola před konce sezony s Viktorkou mistrovský titul, klub dokázal ligové prvenství poprvé v historii obhájit.

#### Sezóna 2016/17
S Plzní se představil ve skupinové fázi Evropské ligy UEFA, kde byla Viktorka nalosována do základní skupiny E společně s AS Řím (Itálie), Austria Vídeň (Rakousko) a FC Astra Giurgiu (Rumunsko). V prvních dvou střetnutích proti AS Řím (remíza 1:1) a Austrii Vídeň (remíza 0:0) zůstal pouze na lavičce náhradníků. 20. 10. 2016 nastoupil za Plzeň v základní sestavě na domácí půdě ve 3. kole proti Astře Giurgiu, utkání skončilo 1:2. V odvetě hrané 3. listopadu 2016 na hřišti Astry předvedla Viktorka velmi kvalitní výkon, ale v konečném důsledku jen remizovala se soupeřem 1:1. V dalším střetnutí Řezník nenastoupil, Plzeň definitivně ztratila naději na postup, když podlehla římskému AS v poměru 1:4. Z výhry se Západočeši radovali až v posledním střetnutí hraném 8. prosince 2016, kdy před domácím publikem otočili zápas proti Austrii Vídeň z 0:2 na 3:2, přestože od 18. minuty hráli oslabeni o jednoho hráče. Plzeň touto výhrou ukončila 14 zápasovou sérii bez vítězství v Evropské lize. Viktoria skončila v základní skupině na třetím místě.

## Klubové statistiky
Aktuální k 18. prosinci 2018
| Sezona  | Klub              | Soutěž         | Zápasy | Góly |
| ------- | ----------------- | -------------- | ------ | ---- |
| 2006/07 | FC Baník Ostrava  | Gambrinus liga | 10     | 0    |
| 2007/08 | FC Baník Ostrava  | Gambrinus liga | 26     | 0    |
| 2008/09 | FC Baník Ostrava  | Gambrinus liga | 10     | 0    |
| 2009/10 | FC Baník Ostrava  | Gambrinus liga | 25     | 1    |
| 2010/11 | FC Baník Ostrava  | Gambrinus liga | 21     | 1    |
| 2011/12 | FC Baník Ostrava  | Gambrinus liga | 5      | 0    |
| 2011/12 | FC Viktoria Plzeň | Gambrinus liga | 11     | 0    |
| 2012/13 | FC Viktoria Plzeň | Gambrinus liga | 26     | 1    |
| 2013/14 | FC Viktoria Plzeň | Gambrinus liga | 22     | 0    |
| 2014/15 | FC Viktoria Plzeň | Synot liga     | 16     | 3    |
| 2015/16 | FC Viktoria Plzeň | Synot liga     | 2      | 0    |
| 2016/17 | FC Viktoria Plzeň | HET liga       | 18     | 0    |
| 2017/18 | FC Viktoria Plzeň | HET liga       | 28     | 2    |
| 2018/19 | FC Viktoria Plzeň | FORTUNA liga   | 17     | 1    |

## Reprezentační kariéra
Prošel různými mládežnickými reprezentačními výběry, naposledy hrál za českou jednadvacítku. S výběrem U17 je vicemistrem Evropy z roku 2006, kde čeští mladíci podlehli ve finále Rusku až v penaltovém rozstřelu.
Hrál mj. na Mistrovství světa hráčů do 20 let 2009 v Egyptě, kde ČR vypadla v osmifinále s Maďarskem na penalty 3:4 (po prodloužení byl stav 2:2).
V A-mužstvu ČR debutoval 4. 9. 2014 pod trenérem Pavlem Vrbou v přátelském utkání proti USA (prohra 0:1), kde nastoupil do druhého poločasu.